# Limnos (schip, 1982)
HS Limnos (Grieks: Φ/Γ Λήμνος) (F-451) was het tweede Griekse s-fregat van de Kortenaerklasse (Elliklasse). Het schip, dat gebouwd is door de Koninklijke Maatschappij de Schelde, was oorspronkelijk als de Witte de With bedoeld voor de Nederlandse marine. De verkoop van de Limnos werd in juli 1981 in Athene afgehandeld. In 1981 werd ook al de Elli, een ander fregat van de Kortenaerklasse over gedragen aan de Griekse marine.
Het schip is het derde schip met de naam Limnos bij de Griekse marine, eerdere schepen waren van 1914 en 1943. Het is vernoemd naar het Griekse eiland Limnos, dat tijdens de Balkanoorlog (1912-1913) als voorpost van de Griekse marine functioneerde.